# Khlung (huyện)
Khlung (tiếng Thái: ขลุง) là huyện (amphoe) cực nam của tỉnh Chanthaburi, phía đông Thái Lan.

## Địa lý
Các huyện giáp ranh (từ tây bắc theo chiều kim đồng hồ) là Laem Sing, Mueang Chanthaburi, Makham, Pong Nam Ron của tỉnh Chanthaburi, Bo Rai, Khao Saming và Laem Ngop của tỉnh Trat. Phía đông nam là vịnh Thái Lan.

## Hành chính
Huyện này được chia thành 12 phó huyện (tambon), các đơn vị này lại được chia thành 90 làng (muban). Khlung là một thị xã (thesaban mueang) nằm trên lãnh thổ toàn bộ  tambon  Khlung. Ngoài ra có 11 tổ chức hành chính tambon (TAO).
| Số TT | Tên            | Tên tiếng Thái | Số làng | Dân số |  |
| ----- | -------------- | -------------- | ------- | ------ |  |
| 1.    | Khlung         | ขลุง            | -       | 11.259 |  |
| 2.    | Bo             | บ่อ             | 10      | 6.715  |  |
| 3.    | Kwian Hak      | เกวียนหัก        | 10      | 4.400  |  |
| 4.    | Tapon          | ตะปอน          | 6       | 3.274  |  |
| 5.    | Bang Chan      | บางชัน          | 6       | 3.735  |  |
| 6.    | Wan Yao        | วันยาว          | 8       | 5.346  |  |
| 7.    | Sueng          | ซึ้ง             | 11      | 4.830  |  |
| 8.    | Map Phai       | มาบไพ          | 6       | 2.350  |  |
| 9.    | Wang Sappharot | วังสรรพรส       | 9       | 2.859  |  |
| 10.   | Trok Nong      | ตรอกนอง        | 6       | 2.358  |  |
| 11.   | Tok Phrom      | ตกพรม          | 11      | 3.844  |  |
| 12.   | Bo Wen         | บ่อเวฬุ          | 7       | 4.074  |  |